# Гуссов, Карл
Карл Гуссов (нем. Karl Gussow; 25 февраля 1843, Хафельберг — 27 марта 1907, Мюнхен) — немецкий живописец бытового и портретного жанров академического направления.

## Биография

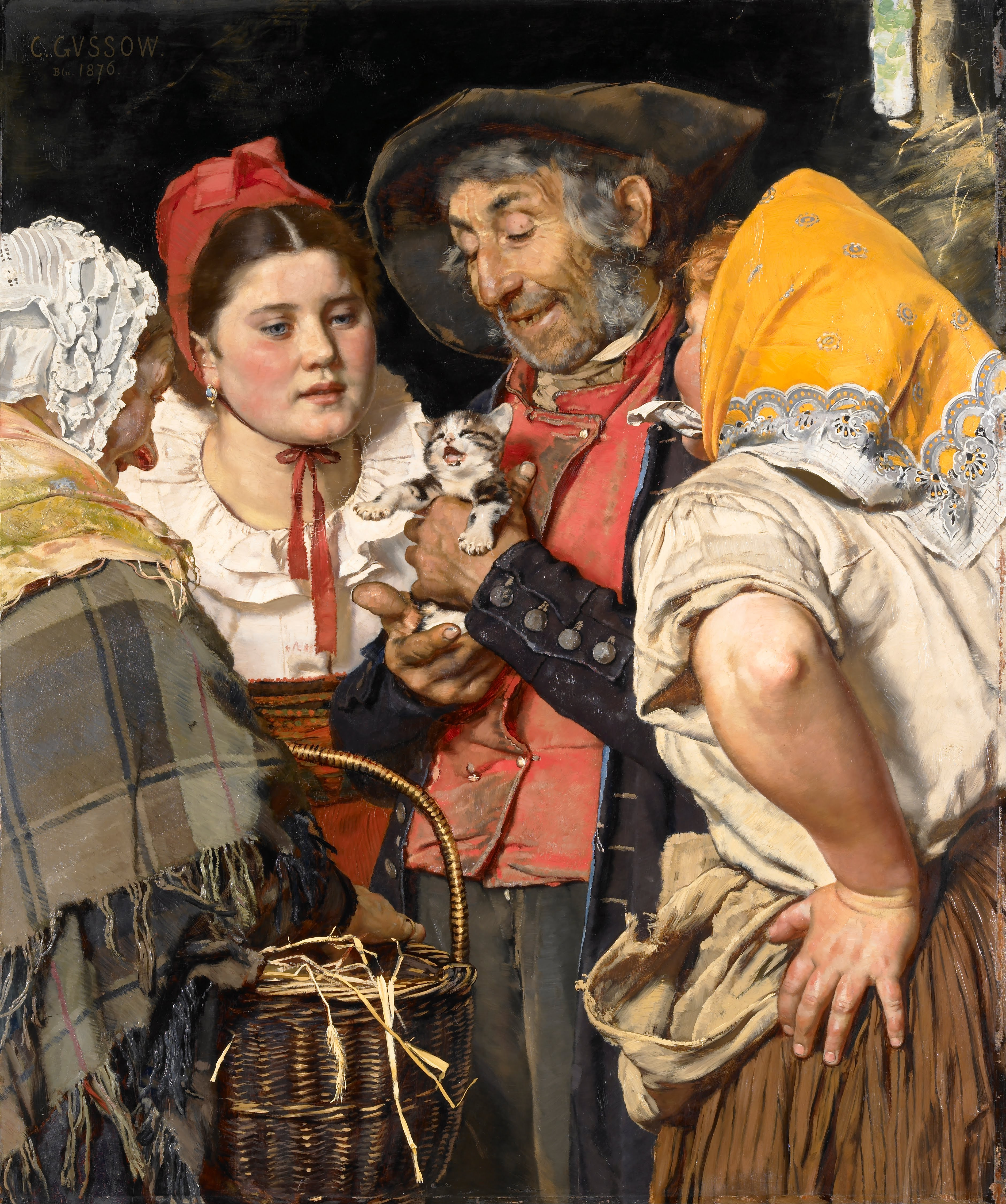
Сокровище старика. 1876. Дерево, масло. Галерея искусств Уокера, Ливерпуль

Ранняя склонность Карла Гуссова к искусству поощрялась его семьей, поэтому, как только он закончил среднюю школу, он был зачислен в недавно основанную великокняжескую Саксонскую художественную школу в Веймаре. Карл изучал живопись старых голландских мастеров. Позднее он работал с бельгийским художником исторического жанра Фердинандом Паувелсом, который оказал решающее влияние на его творчество. В 1867 году, покинув мастерскую Паувелса, Карл Гуссов отправился в Мюнхен, чтобы продолжить обучение у Карла фон Пилоти, но пробыл там лишь короткое время, прежде чем уехать в Италию, а затем вернуться в Веймар.
В 1870 году Гуссов отправил несколько работ на выставку в Берлин. Это привлекло к нему внимание заказчиков и побудило графа Станислава фон Калькройта, известного художника-пейзажиста, предложить ему должность профессора в художественной школе. Карл Гуссов работал там до 1874 года, когда принял аналогичную должность в Академии изящных искусств Карлсруэ. Через два года он перешёл в Прусскую Академию искусств. По неизвестным причинам он оставил свою должность в 1881 году. Через два года он снова прибыл в Мюнхен, где преподавал в Академии, и даже учредил специальные классы для женщин, что в то время было необычным.
Как живописец Карл Густав тяготел к академическому натурализму с признаками салонного вкуса. Антон фон Вернер, директор Берлинской академии, сказал, что «точное воспроизведение природы» было его идеалом. Для достижения «гладкой живописи» без видимых мазков, которая особенно нравится публике, Гуссов даже изобрёл специальные особо мягкие связанные вместе кисти типа «растушки». Этот тип кисти теперь известен как «кисть Гуссова» (Gussowpinsel).
У Карла Гуссова было множество учеников. Среди них наиболее известны Макс Клингер, Герман Прелль, Карл фон Марр, Адольф Реттельбуш, Оттилия Рёдерштейн, Анна Герресхайм и Клара фон Раппард.

## Галерея

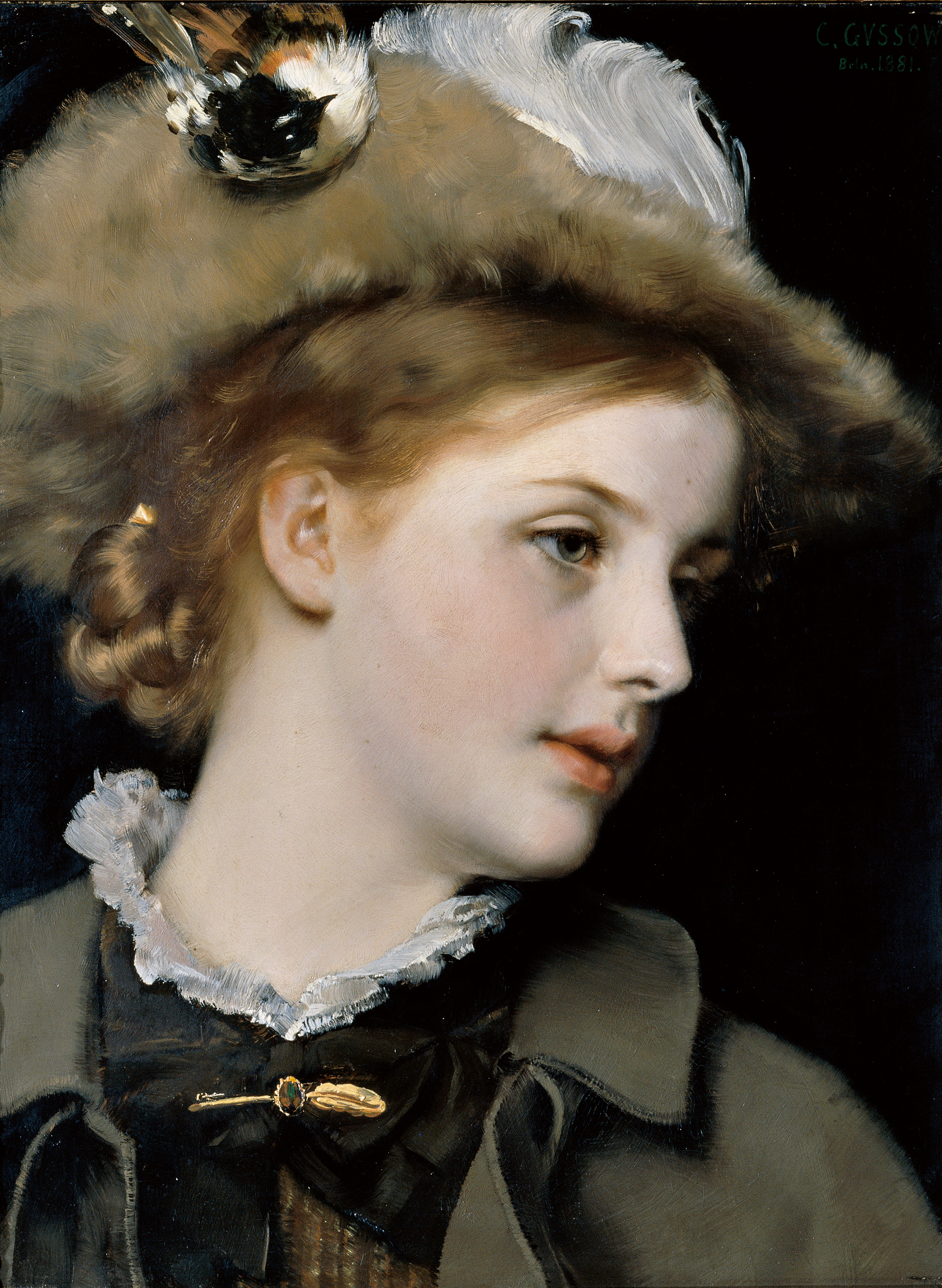
Женский портрет. 1881. Дерево, масло. Австрийская галерея Бельведер, Вена
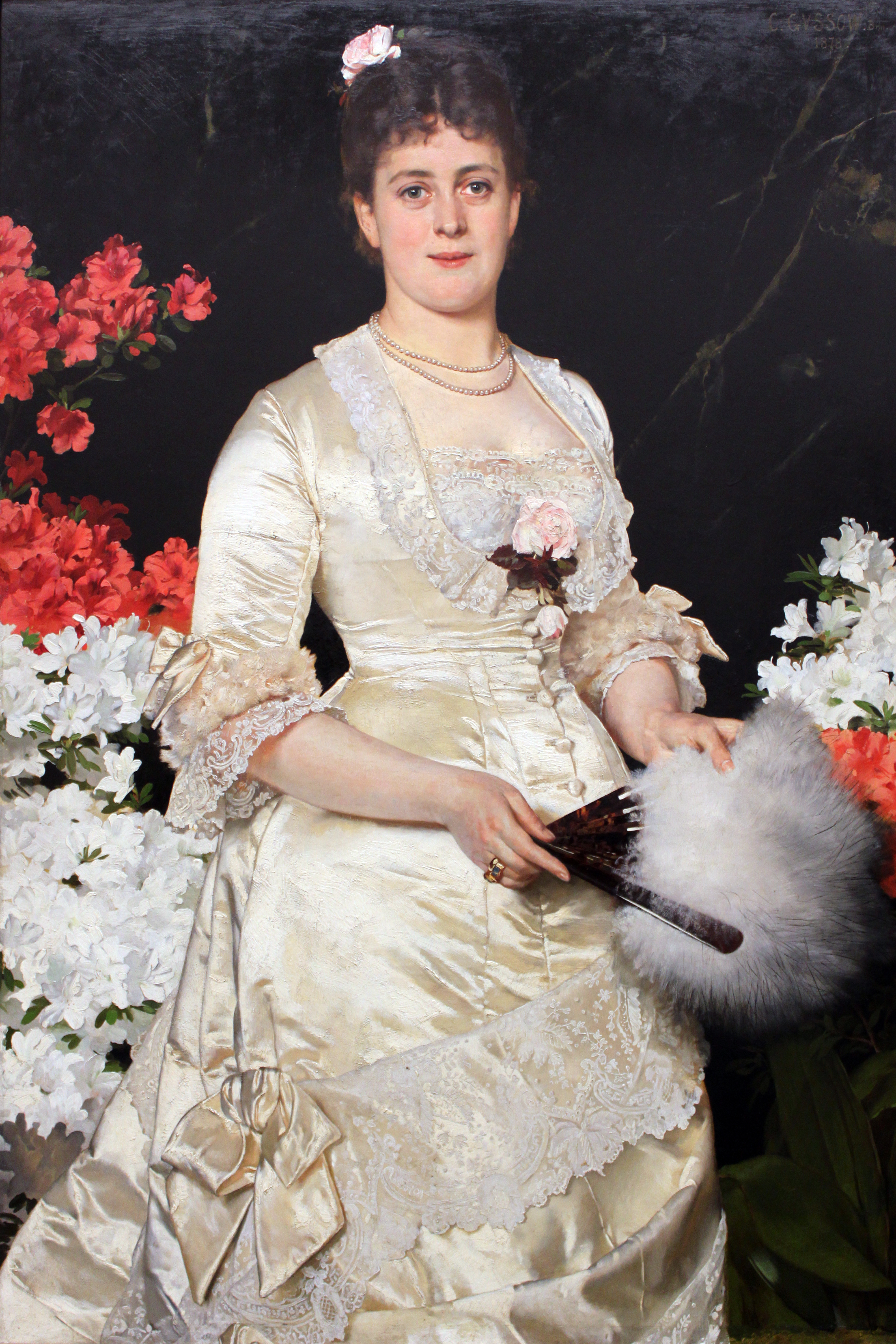
Портрет Хедвиги Воворской, урождённой Хэкман. 1878. Дерево, масло. Старая национальная галерея, Берлин
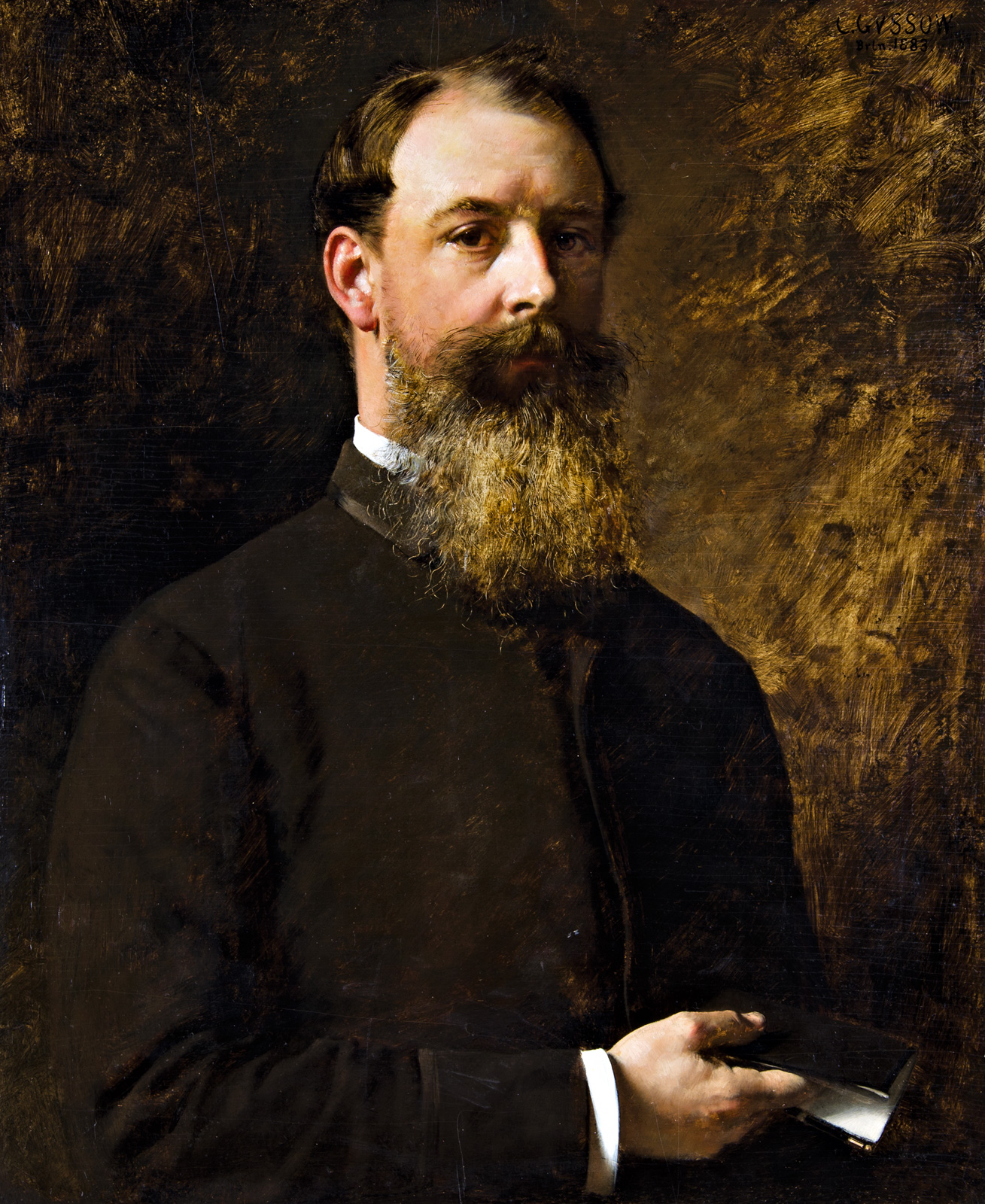
Портрет неизвестного мужчины. 1883. Дерево, масло. Частное собрание
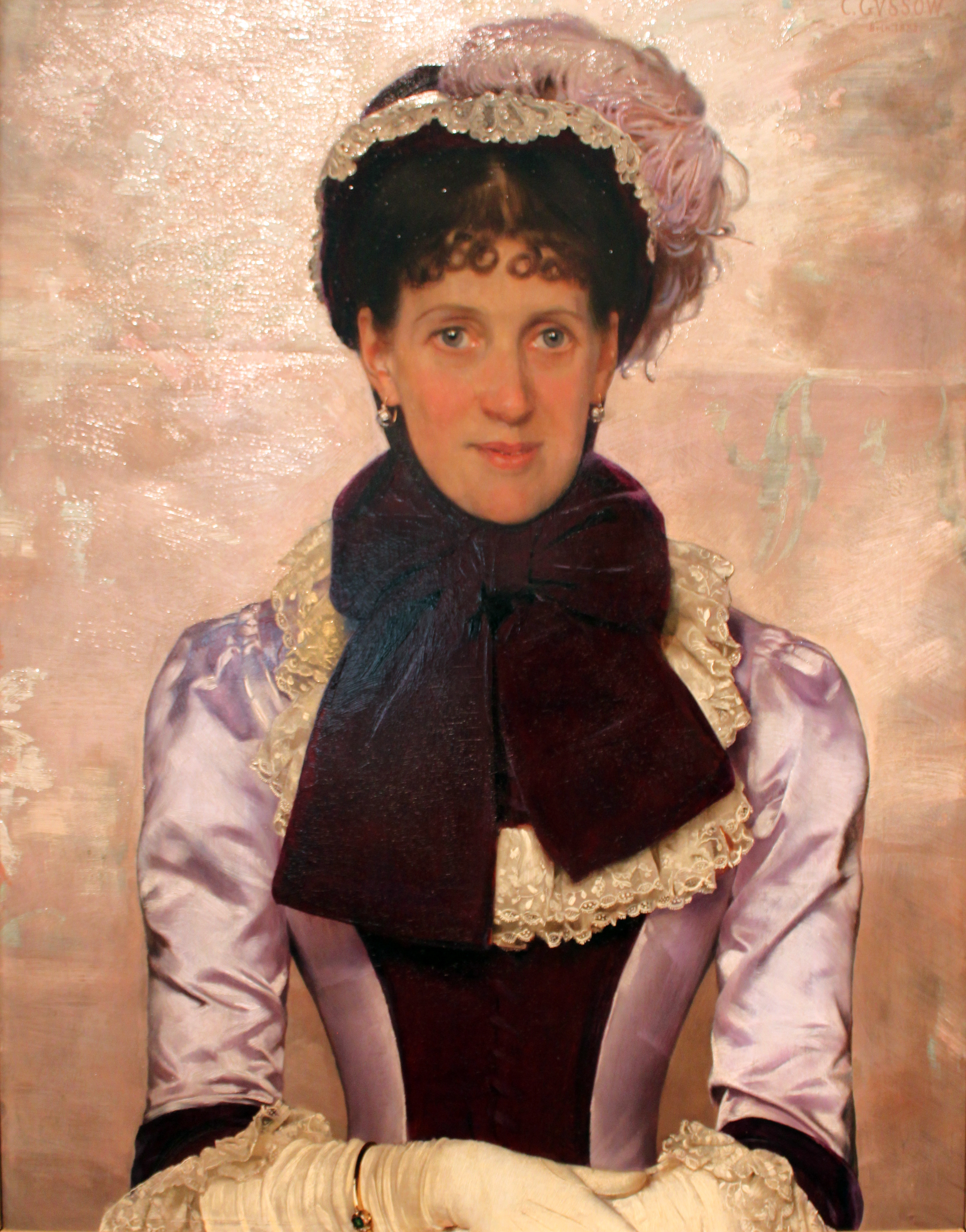
Женский портрет. 1883. Дерево, масло. Германский национальный музей, Нюрнберг
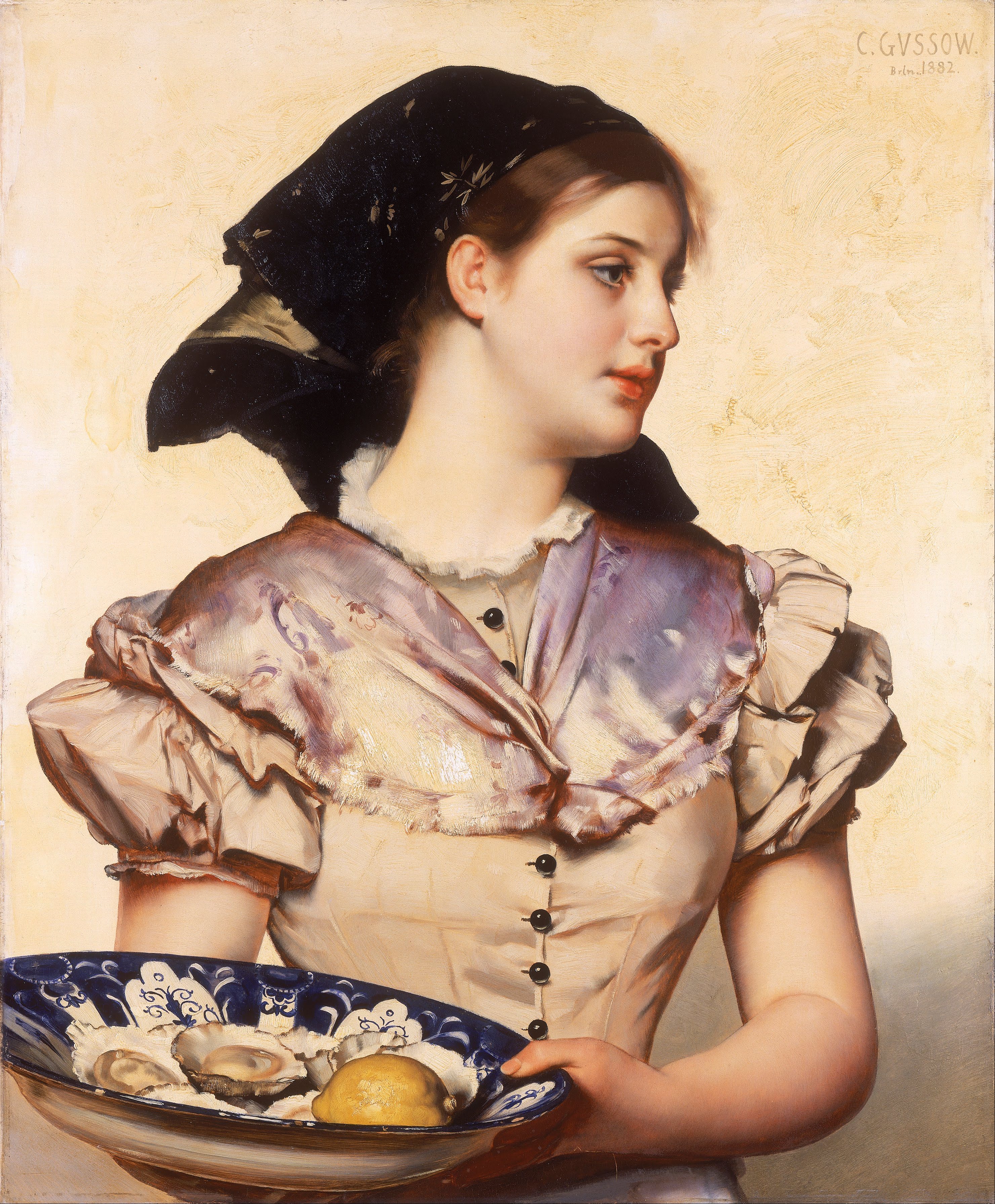
Продавщица устриц. 1882. Дерево, масло. Галерея искусств Уокера, Ливерпуль
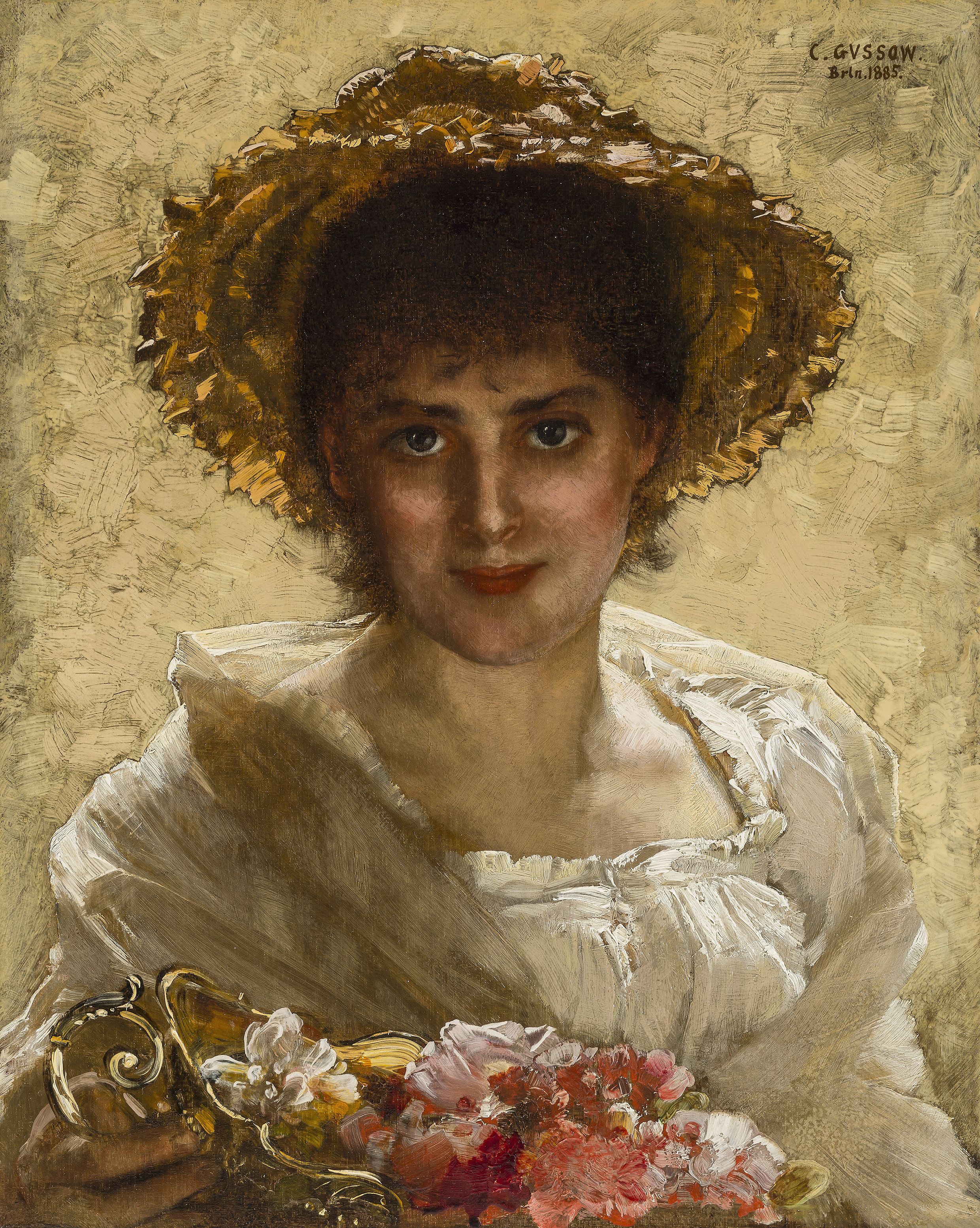
Флора. 1885. Дерево, масло
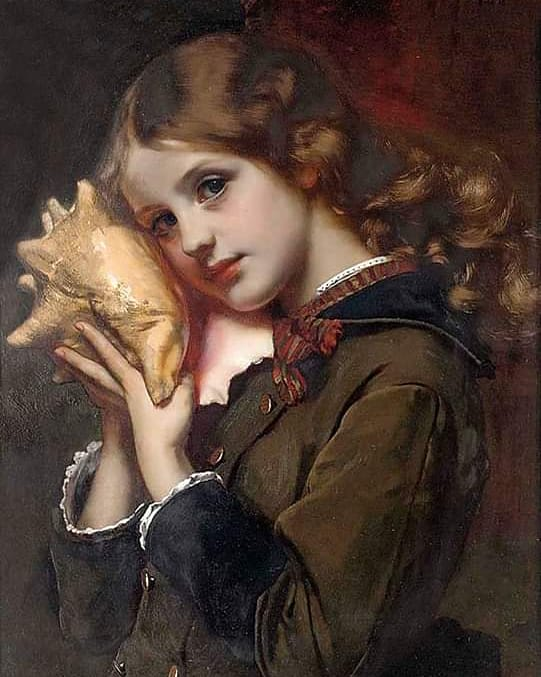
Слушая море. 1879. Дерево, масло. Частное собрание
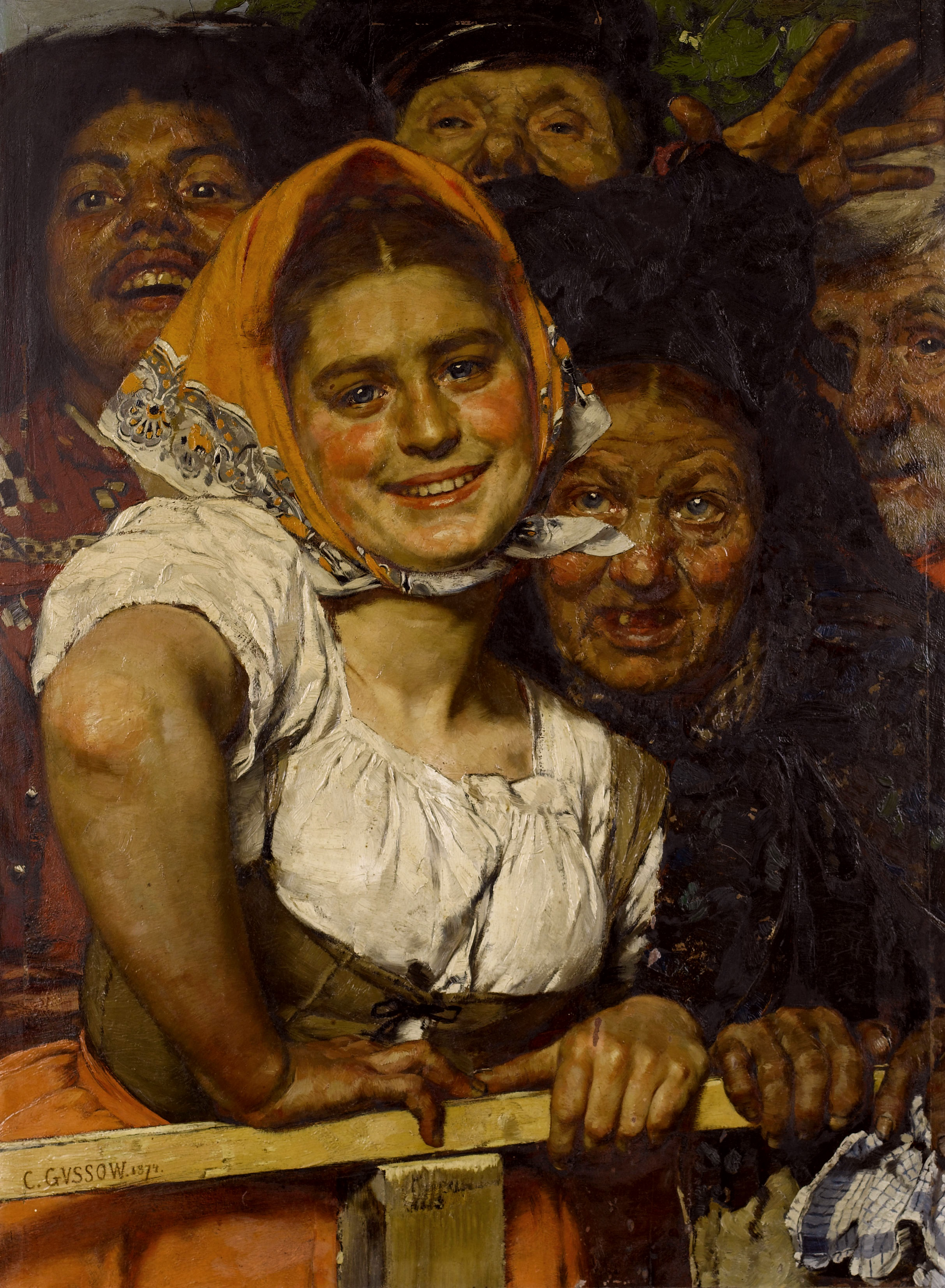
На скачках. 1874. Дерево, масло. Частное собрание
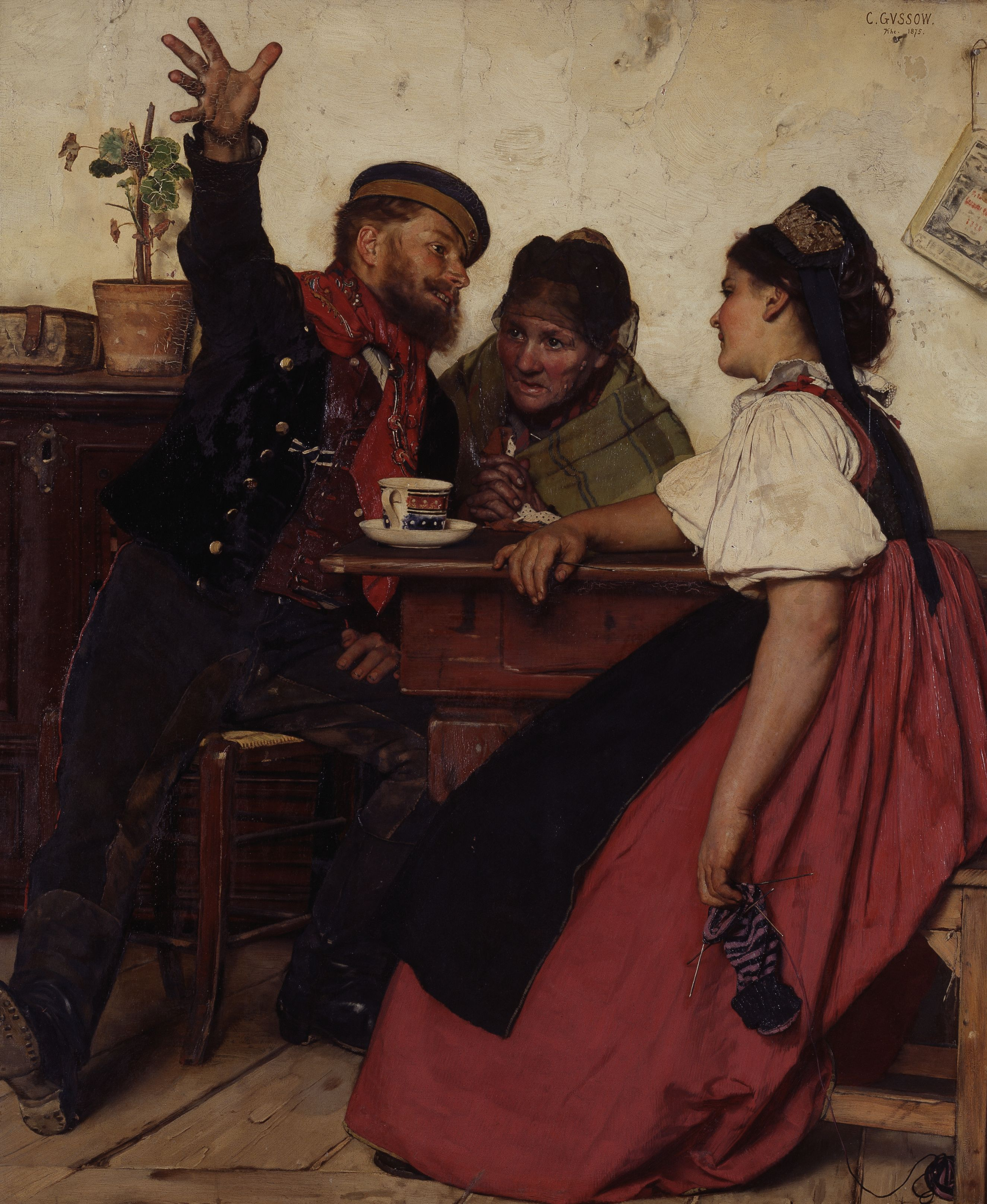
Рассказы резервиста. 1875. Дерево, масло. Музей изящных искусств, Гент
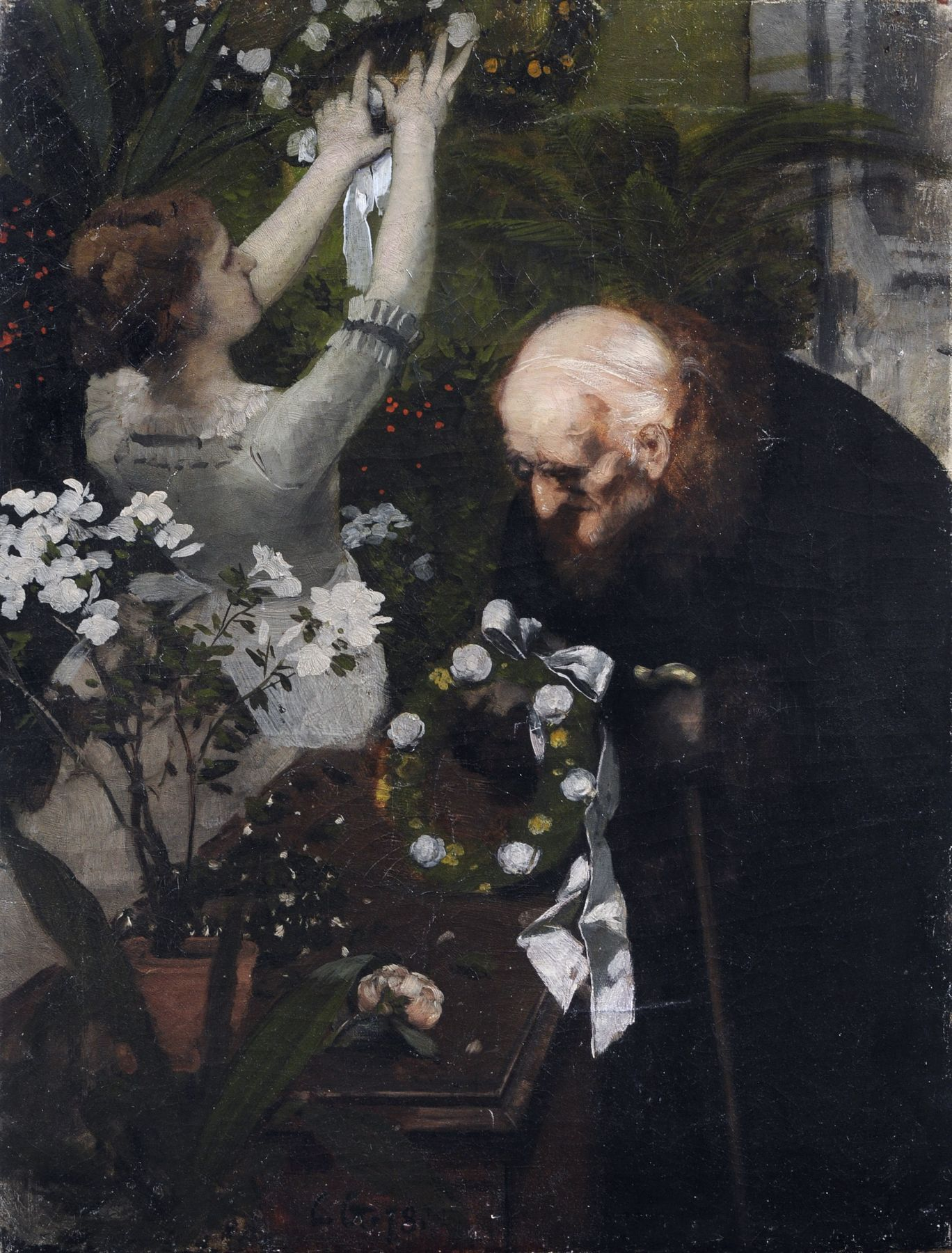
Старик в цветочном магазине. 1878. Холст, масло. Частное собрание
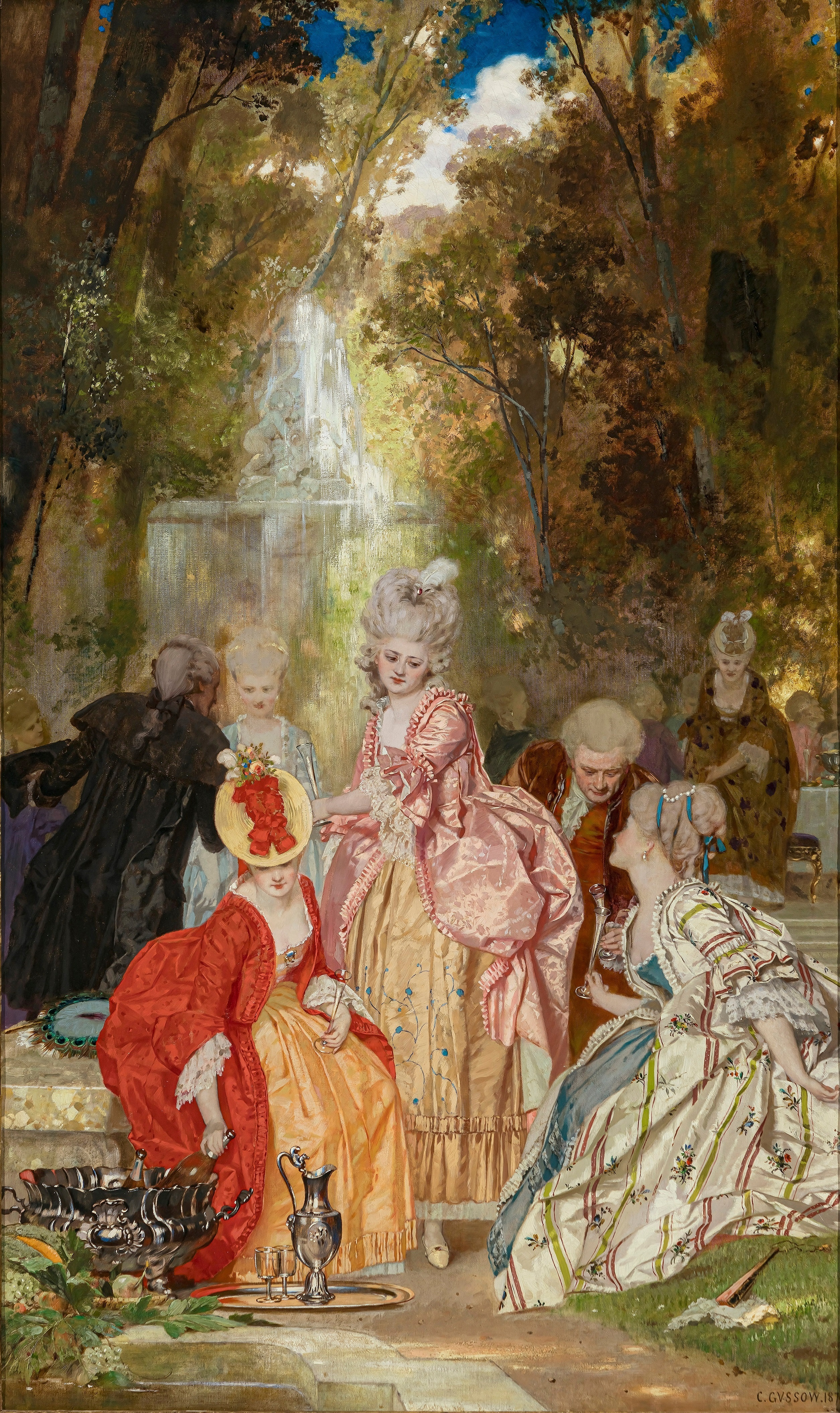
Дамы и кавалеры XVIII столетия отдыхают в парке. 1871. Холст, масло. Частное собрание